# Ivo Hergešić
Ivo pl. Hergešić  (Zagreb, 23. srpnja 1904. – Zagreb, 29. prosinca 1977.), bio je hrvatski povjesničar književnosti, književni kritičar, filmski kritičar, kazališni kritičar, teoretičar, teatrolog, prevoditelj, novinar, esejist i diplomat. Pisao je o filmskoj poetici, studije, oglede, radijska izvješća, likovne kronike i feljtone.

## Životopis
Rođen je 1904. godine u Zagrebu. U Zagrebu je maturirao na gimnaziji 1923. godine. Studirao je pravo, medicinu, romanistiku i germanistiku te 1927. godine položio rigoroz. Doktorat je stekao tezom o biografskoj pozadini Maupassantova "Le sentiment et la pensée dans l’oeuvre de Guy de Maupassant". Dvije se godine usavršavao na pariškoj Sorbonni, kod slavnog Ferdinanda Baldenspergera, najpoznatijeg onovremenog svjetskog komparatista. Dvogodišnje školovanje u Parizu oformilo je njegovu viziju komparativne književnosti, koju je otad temeljio na »francuskoj školi« ove grane literarne historiografije. Hergešić je i teorijski i metodologijski ostao pristašom te škole. Snažne sveze ova su dvojica komparatista zadržala i poslije, pa je na Hergešićev poticaj, profesor sa Sorbonne gostovao u Zagrebu i održao
dva predavanja. 
Gotovo cijelo međuraće bio je novinar, urednik i zamjenik glavnog urednika Obzora. 1936. godine dobio je mjesto naslovnog docenta komparativne književnosti na zagrebačkom Filozofskom fakultetu, ali ta je epizoda u karijeri trajala kratko te se ubrzo vratio novinstvu. Tijekom druge polovice 1930-ih tajnik je Francuskog instituta. 1939. godine bio je član ravnateljstva zastupništva američke filmske kompanije Twentieth Century Fox. Poslije rata bio je zastupnik iste kompanije 1945–47. Tijekom rata bio je u diplomaciji. 1941–45. bio je kancelar portugalskoga konzula u Zagrebu. Studirao je medicinu. 1950-ih radi na Radio-Zagrebu. Urednik je od 1950. do 1953. Slijedi rad u kazalištu. U razdoblju 1953–56. direktor je Zagrebačkoga gradskoga kazališta »Komedija«.  
Utemeljio je, 1956. godine, studij odsjeka komparativne književnosti na Filozofskom fakultetu Sveučilišta u Zagrebu. Isprva je bio izvanredni, a od 1962. godine redoviti profesor i pročelnik do umirovljenja, 1971. godine. Hergešićev je rad u komparatistici napravio veliki odmak od dotadašnje prakse. U međuraću je hrvatsko književnoslovlje u istraživanju i tumačenju tradicije velikim dijelom bilo konzervativno, a Hergešić je primio jednu suvremenu tendenciju u pristupu njezinim fenomenima, dok je u ovoj znanstvenoj grani još uvijek postojao zazor prema »stranim utjecajima« u djelima hrvatskih pisaca "zbog tobožnje ugroze nacionalnog identiteta ili devalvacije estetskog digniteta preko tih utjecaja, digniteta koji se odmjeravao parametrima romantičarskoga pogleda na originalnost književnih tekstova".
Zaslužan je za to što se hrvatska hispanistika znanstveno osamostalila. Začetnik je i teorijskog razmišljanja o filmu u hrvatskoj znanosti. 
Hrvatsku književnost Hergešić je promatrao u kontekstu europske, odn. svjetske književnosti. Sustavno je naglašavao stvaralačku recepciju stranih uzora u hrvatskoj književnosti, ali sustavno naglašava nacionalnu autohtonost hrvatske književnosti.
Pisao je o romantizmu, Baudelaireu, književnoj situaciji u Francuskoj, o prijevodima i prevođenju, Pirandellu, hrvatskim tiskovinama, Shakespeareu, Moliereu, Goetheu i inima.
Sastavio je antologiju francuske lirike i njemačkih pripovjedaka. Priredio je zbirku kulturno-političkih eseja francuskih pisaca. Bavio se hrvatskom modernom. Bavio se i trivijalnom književnošću, malo znanim ili posve neznanim inozemnim piscima. Tumačio je sociološke i književne aspekte tzv. trivijalne književnosti, vrsno opisavši Mariju Jurić Zagorku.
Javlja se u: Obzoru, Savremeniku, Književniku, Hrvatskoj reviji, Jutarnjem listu, Hrvatskom kolu, Komediji, Annales de l’Institut français de Zagreb, Vjesniku, Borbi.

### Prevoditelj
Na hrvatski je preveo, priredio za tisak i popratio pogovorima djela pedesetak stranih pisaca: Charles Baudelaire, Albert Camus, Miguel de Cervantes, Dante Alighieri, Gustave Flaubert, James Joyce, Thomas Mann, Laurence Sterne i dr.
Prevodi je djela iz francuske, njemačke, talijanske, španjolske, engleske i nizozemske književnosti.

## Djela
Nepotpun popis:
- Europski romantizam, Zagreb, 1931.
- Poredbena ili komparativna književnost, Zagreb, 1932.
- Zola i naše doba, Zagreb, 1933.
- Francuski pisci na hrvatskoj pozornici u Zagrebu (1840–1934), Zagreb, 1934.
- O prijevodima i prevođenju, Zagreb, 1934.
- Pirandellov humorizam, Zagreb, 1935.
- Strani i domaći, Zagreb, 1935.
- Zapadnjački pogledi na književnost, Zagreb, 1935.
- Hrvatske novine i časopisi do 1848., Zagreb, 1936.
- Uvod u predavanja iz poredbene književnosti, Zagreb, 1937.
- Književni portreti, 1–3, Novinarsko izdavačko poduzeće, Zagreb, 1955., Zagreb 1957., Narodna knjiga, Cetinje 1959.[3]
- Shakespeare–Molière–Goethe, Zagreb, 1957, (2. izd. 1978., 3. izd. 1982.)
- Književne kronike 1948–1957, Zagreb, 1958.
- Književni portreti: novi izbor, Zagreb, 1967.
- Književnici-nobelovci, Zagreb, 1969.
- Izabrana djela, Pet stoljeća hrvatske književnosti, knj. 122., Zagreb 1983., 323–402.
- Zapisi o teatru, Zagreb, 1985.
- Likovne kronike. Feljtoni. Zapisi., Zagreb, 1994.
- Izabrana književna djela, 1-6, Ex libris, Zagreb, 2005. (knj. 1., Komparativna književnost; knj. 2, Hrvatske novine i časopisi do 1848. - Hrvatske sudbine; knj. 3., Književni portreti; knj. 4., Hrvatska moderna; knj. 5. Domaći i strani; knj. 6., Iz korespodencije)[4]

## Nagrade
- 1977.: Nagrada Vladimir Nazor za životno djelo.

## Spomen
- 2013. godine Hrvatsko društvo kazališnih kritičara i teatrologa ustanovilo je Nagradu Ivo Hergešić za najbolju kazališnu predstavu sezone.

## Vanjske poveznice
- Dunja Detoni-Dujmić: Hrvatski biografski leksikon Ivo Hergešić
- Mirko Tomasović: Prinosi Ive Hergešića Poredbenoj povijesti hrvatske književnosti  Arhivirana inačica izvorne stranice od 29. listopada 2013. (Wayback Machine)